# Tipula umbrinoides
Tipula umbrinoides är en tvåvingeart som beskrevs av Alexander 1915. Tipula umbrinoides ingår i släktet Tipula och familjen storharkrankar. Inga underarter finns listade i Catalogue of Life.